# La Ciotat

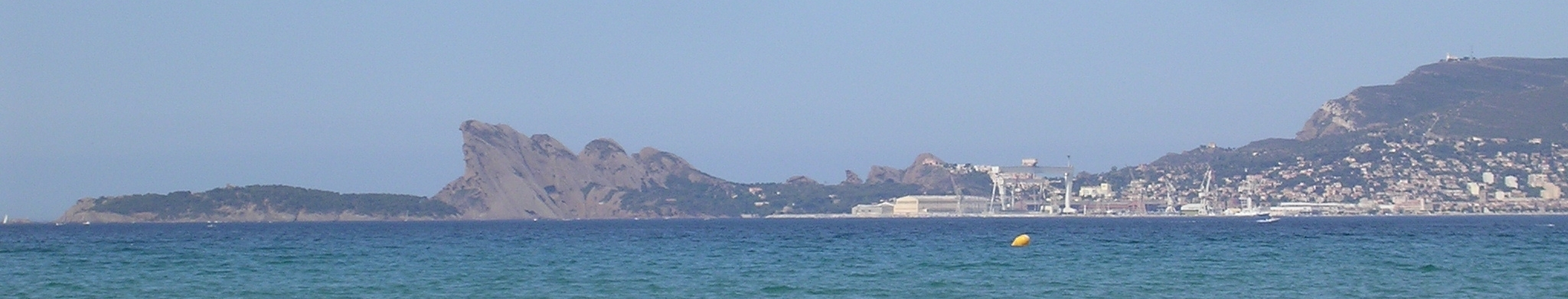
La Ciotat

La Ciotat – miejscowość i gmina we Francji, w regionie Prowansja-Alpy-Lazurowe Wybrzeże, w departamencie Delta Rodanu.
Według danych na rok 2008 gminę zamieszkiwało 34 271 osób, a gęstość zaludnienia wynosiła 973 osoby/km² (wśród 963 gmin regionu Prowansja-Alpy-W. Lazurowe La Ciotat plasuje się na 22. miejscu pod względem liczby ludności, natomiast pod względem powierzchni na miejscu 316.).

## Miasta partnerskie
- Bridgwater, Wielka Brytania
- Kranj, Słowenia
- Singen (Hohentwiel), Niemcy
- Torre Annunziata, Włochy

## La Ciotat w filmie
W La Ciotat nakręcono jeden z najwcześniejszych filmów braci Lumière w historii kina, krótkometrażowy Wjazd pociągu na stację w La Ciotat.